# Grand Prix automobile de Monaco 1986
Résultats du Grand Prix de Monaco 1986, couru sur le circuit de Monaco le 11 mai 1986.

## Classement
| Pos. | No | Pilote             | Écurie                 | Tours | Temps/Abandon                      | Grille | Points |
| ---- | -- | ------------------ | ---------------------- | ----- | ---------------------------------- | ------ | ------ |
| 1    | 1  | Alain Prost        | McLaren-TAG            | 78    | 1 h 55 min 41 s 060 (134,634 km/h) | 1      | 9      |
| 2    | 2  | Keke Rosberg       | McLaren-TAG            | 78    | + 25 s 022                         | 9      | 6      |
| 3    | 12 | Ayrton Senna       | Lotus-Renault          | 78    | + 53 s 646                         | 3      | 4      |
| 4    | 5  | Nigel Mansell      | Williams-Honda         | 78    | + 1 min 11 s 402                   | 2      | 3      |
| 5    | 25 | René Arnoux        | Ligier-Renault         | 77    | + 1 tour                           | 12     | 2      |
| 6    | 26 | Jacques Laffite    | Ligier-Renault         | 77    | + 1 tour                           | 7      | 1      |
| 7    | 6  | Nelson Piquet      | Williams-Honda         | 77    | + 1 tour                           | 11     |        |
| 8    | 18 | Thierry Boutsen    | Arrows-BMW             | 75    | + 3 tours                          | 14     |        |
| 9    | 17 | Marc Surer         | Arrows-BMW             | 75    | + 3 tours                          | 17     |        |
| 10   | 28 | Stefan Johansson   | Ferrari                | 75    | + 3 tours                          | 15     |        |
| 11   | 4  | Philippe Streiff   | Tyrrell-Renault        | 74    | + 4 tours                          | 13     |        |
| 12   | 14 | Jonathan Palmer    | Zakspeed               | 74    | + 4 tours                          | 19     |        |
| Abd. | 3  | Martin Brundle     | Tyrrell-Renault        | 67    | Accident                           | 10     |        |
| Abd. | 16 | Patrick Tambay     | Lola-Ford              | 67    | Accident                           | 8      |        |
| Abd. | 20 | Gerhard Berger     | Benetton-BMW           | 42    | Écrou de roue                      | 5      |        |
| Abd. | 27 | Michele Alboreto   | Ferrari                | 38    | Turbo                              | 4      |        |
| Abd. | 7  | Riccardo Patrese   | Brabham-BMW            | 38    | Pompe à essence                    | 6      |        |
| Abd. | 8  | Elio De Angelis    | Brabham-BMW            | 31    | Turbo                              | 20     |        |
| Abd. | 19 | Teo Fabi           | Benetton-BMW           | 17    | Freins                             | 16     |        |
| Abd. | 15 | Alan Jones         | Lola-Ford              | 2     | Collision                          | 18     |        |
| Nq.  | 21 | Piercarlo Ghinzani | Osella-Alfa Romeo      |       | Non qualifié                       |        |        |
| Nq.  | 11 | Johnny Dumfries    | Lotus-Renault          |       | Non qualifié                       |        |        |
| Nq.  | 29 | Huub Rothengatter  | Zakspeed               |       | Non qualifié                       |        |        |
| Nq.  | 22 | Christian Danner   | Osella-Alfa Romeo      |       | Non qualifié                       |        |        |
| Nq.  | 23 | Andrea De Cesaris  | Minardi-Motori Moderni |       | Non qualifié                       |        |        |
| Nq.  | 24 | Alessandro Nannini | Minardi-Motori Moderni |       | Non qualifié                       |        |        |

## Pole position et record du tour
- Pole position : Alain Prost en 1 min 22 s 627 (vitesse moyenne : 144,999 km/h).
- Meilleur tour en course : Alain Prost en 1 min 26 s 607 au 51e tour (vitesse moyenne : 138,335 km/h).

## Tours en tête
- Alain Prost : 71 (1-34 / 42-78)
- Ayrton Senna : 7 (35-41)

## À noter
- 23e victoire pour Alain Prost
- 50e victoire pour McLaren en tant que constructeur.
- 20e victoire pour TAG Porsche en tant que motoriste.
- 110e et dernier Grand Prix d'Elio De Angelis qui se tue en essais le 15 mai 1986 sur le circuit Paul Ricard au Castellet lorsque sa monoplace perd son aileron arrière.